# شیرا ریشونی
شیرا ریشونی (عبری: שירה ראשוני‎؛ زادهٔ ۲۱ فوریهٔ ۱۹۹۱) جودوکار زن اهل اسرائیل است.
وی در مسابقات کشوری و بین‌المللی در مجموع برندهٔ ۱ مدال طلا شده‌است.